# دانه خردل

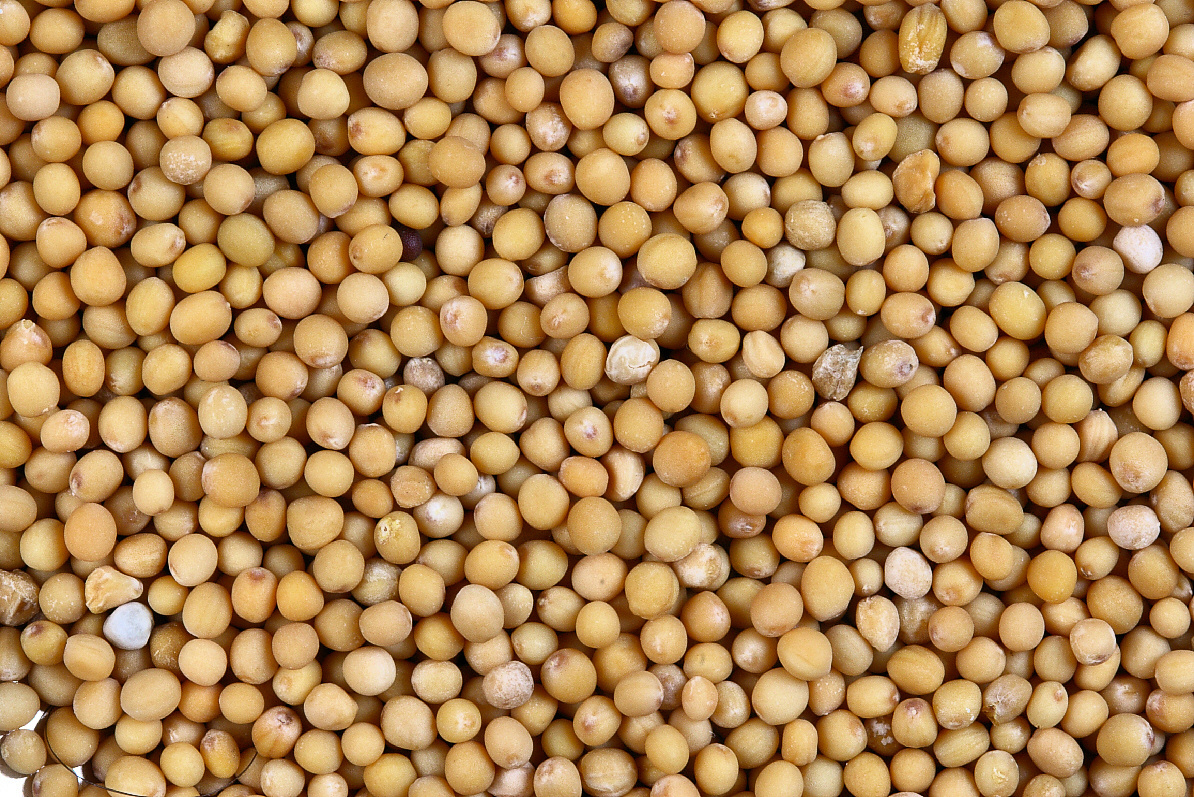
دانه‌های خردل

دانه‌های خردل دانه‌هایی کوچک و کروی هستند که از انواع گیاه خردل بدست می‌آیند. این دانه‌ها معمولاً ۱ یا ۲ میلی‌متر قطر دارند. این دانه‌ها ممکن است به‌رنگ سفید متمایل به زرد تا سیاه باشند. این دانه‌ها ادویه‌ای مهم در بسیاری از غذاهای محلی محسوب می‌شوند. دانه‌های خردل می‌تواند از ۳ گونه گیاه خردل شامل خردل سیاه، خردل هندی قهوه‌ای و خردل سفید بدست آید.
خَردَل در کوچکی و بی مقداری ضرب‌المثل است.آمده‌است.